# Carte bancaire prépayée
Vous pouvez aider à l'améliorer ou bien discuter des problèmes sur sa page de discussion.
- Il ne cite pas suffisamment ses sources. Vous pouvez indiquer les passages à sourcer avec {{référence nécessaire}} ou {{Référence souhaitée}}, et inclure les références utiles en les liant aux notes de bas de page. (Marqué depuis janvier 2014)
- Il manque de repères chronologiques ou de dates qu'il faudrait ajouter avec des sources. (Marqué depuis novembre 2019)
- Il adopte un point de vue régional ou culturel particulier et nécessite une internationalisation. (Marqué depuis mars 2017)
- Il a besoin d'un nouveau plan. (Marqué depuis novembre 2019)

- Archive Wikiwix
- Bing
- Cairn
- DuckDuckGo
- E. Universalis
- Gallica
- Google
- G. Books
- G. News
- G. Scholar
- Persée
- Qwant
- (zh) Baidu
- (ru) Yandex
- (wd) trouver des œuvres sur Wikidata

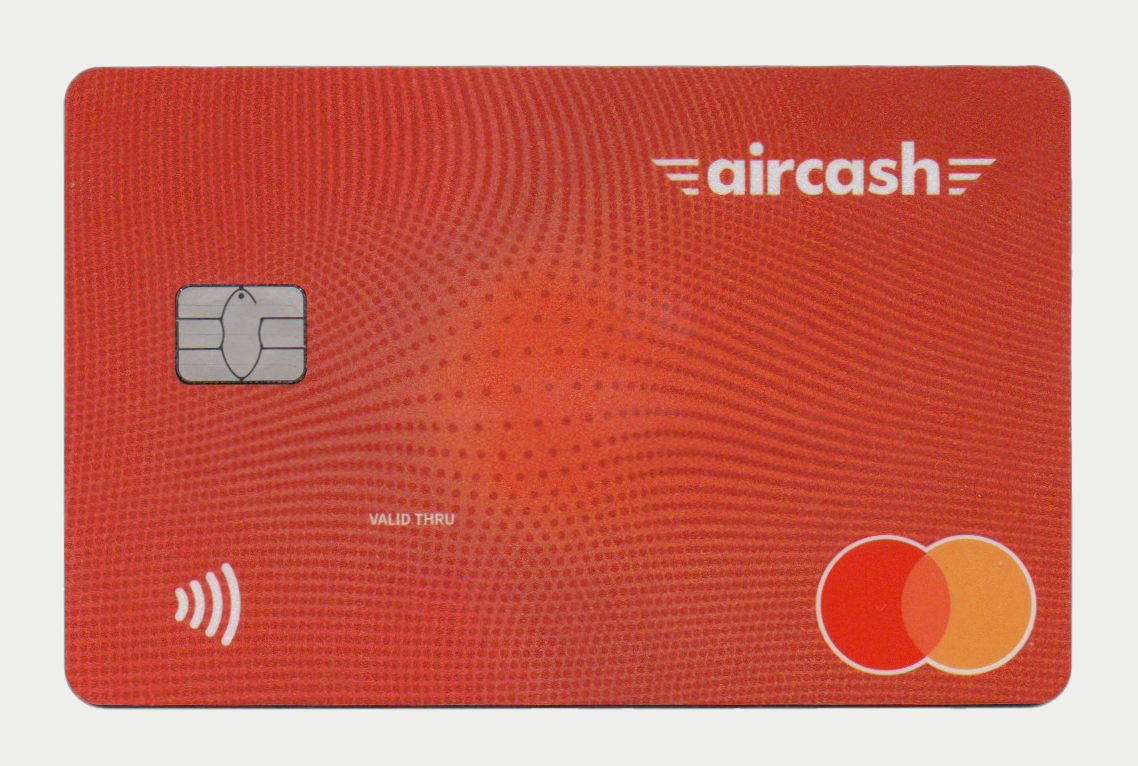
Exemple de carte bancaire prépayée.

Une carte bancaire prépayée est un moyen de paiement qui dérive de la carte de débit. La différence fondamentale est l'absence de connexion avec le compte bancaire de la banque du porteur.
Sans compte bancaire et sans engagement[réf. nécessaire], la carte bancaire prépayée permet de payer ses achats dans les magasins et sur internet comme une carte de crédit classique ainsi que le retrait d'espèces en distributeur automatique de billets.
Le fonctionnement normal se limite à l'utilisation des fonds chargés par avance. Cependant, en cas de transactions avec conversion de devises, la somme réelle dépensée peut être inconnue.

## Origine

### Aux États-Unis
Les premières cartes de débit prépayées apparaissent aux États-Unis au début des années 1990, et voient une hausse significative de leur utilisation à partir de 2006 ; l'ensemble des cartes prépayées (cartes téléphoniques, cartes-cadeaux et cartes de débit) représente en 2010 6 milliards de transactions pour un montant de 140 milliards d'euros.

### En Europe
En France un premier essai de carte prépayées est relevé en 2005, à l'initiative du Crédit Lyonnais.
Ces cartes se généralisent en 2011, après l'adoption d'une directive de la Commission européenne. En introduisant une directive de valeur supra nationale, elle souhaite encourager l'investissement dans le secteur des communications et le développement de services innovants, et justifie cette directive par la nécessité d'ouvrir le secteur à la concurrence.

## Réglementation

### Monnaie électronique
La monnaie électronique est définie dans la directive (2000/46/UC) comme une valeur monétaire stockée sur une carte à puce (carte prépayée ou «porte-monnaie électronique») et qui est acceptée comme moyen de paiement par des entreprises autres que l'émetteur. En vertu de la directive, la monnaie électronique doit être échangée contre des espèces à valeur égale et les émetteurs de monnaie électronique sont tenus de mettre en œuvre des garanties contre le blanchiment d'argent.
MasterCard et Visa ont pu ainsi ouvrir leurs réseaux à des opérateurs indépendants titulaires d’un agrément d'émission de monnaie électronique, en dehors du circuit bancaire, pour la vente et la distribution des cartes bancaires prépayées.

### Le plafond des cartes bancaires prépayées
La récente demande des cartes bancaires prépayées en Europe est largement due à la possibilité d'en faire une utilisation anonyme. 
Mais cet anonymat n’est effectif que jusqu’à hauteur de 1 000 euros de rechargement. Au-dessus il faut envoyer une copie d’une pièce d’identité et un justificatif de domicile.

## Fonctionnement

### Appellations
Les cartes prépayées sont communément appelées cartes bancaires prépayées, cartes bancaires rechargeables ou cartes de crédit prépayées, mais elles fonctionnent davantage comme des cartes de débit que comme des cartes de crédit. Les cartes de crédit offrent des lignes de crédit aux détenteurs de cartes, alors qu’une carte prépayée utilise uniquement l'argent disponible sur la carte. On distingue les cartes rechargeables de celles à usage unique.
Le terme PCS, de l'anglais Prepaid Cash Service, est également devenu une appellation générique courante même si à l'origine c'est le terme utilisé par MasterCard.

### Alternative au compte bancaire
Les cartes bancaires prépayées rechargeables sont une alternative pour ceux qui n’ont pas de compte bancaire et donc ceux qui n'ont pas la possibilité d'obtenir une carte de crédit ou ceux qui souhaitent ne pas faire leurs achats sur internet avec une carte de crédit liée à leur compte bancaire.

### Utilisation
Le (re)chargement de la carte bancaire s'effectue sur internet ou dans une boutique dédiée. La carte bancaire prépayée fonctionnant uniquement à hauteur des fonds rechargés, lorsque les fonds sont épuisés, il faut à nouveau recharger la carte pour continuer à l'utiliser. 
La plupart des cartes sont dotées d'un accès en ligne.
En voyage, elle permet d'éviter de transporter du liquide. Chez certains émetteurs, si une carte est perdue ou volée, le solde créditeur sera transféré à travers un nouveau compte, et le porteur de la carte recevra une carte de remplacement. Dans ce cas, le porteur profite des mêmes avantages que le titulaire d'une carte de crédit, mais cette garantie n'est pas automatique.
Elle permet de faire des réservations de chambres d'hôtel, les stations-services ou louer une voiture, mais il faut disposer du solde suffisant pour couvrir les demandes de pré-autorisation.
Par exemple pour un plein d’essence de 50 euros, les stations d’essence automatiques demandent une pré-autorisation qui, selon la station, peut aller jusqu'au double. Il faudra donc par exemple disposer de 100 euros de crédit sur sa carte.
Certains services de paiement par mensualité n’acceptent pas les cartes bancaires prépayées en raison d’un risque de non-paiement trop élevé.
Certains sites proposent un comparatif des cartes rechargeables.

### Cibles
Visa et MasterCard envisagent de conquérir de nouveaux clients et notamment ceux qui utilisent les services d’encaissement par chèques ou ceux qui sont interdits bancaires. Mais la clientèle de la carte bancaire rechargeable comporte aussi tous ceux qui souhaitent quitter la spirale du crédit ou qui ont du mal à contrôler leurs dépenses.
En 2011, MasterCard imaginait les cartes bancaires prépayées comme une étape intermédiaire avant l'instauration de paiements par téléphone mobile.
La carte bancaire prépayée peut être achetée par tous, même par les plus jeunes de moins de 16 ans[réf. nécessaire].
En effet il n'y a jamais de découvert ou dépassement de crédit qui génère des agios. Une carte prépayée permet un contrôle sur son budget tout en offrant la commodité et les avantages d'une carte de débit, sous réserve de s'assurer de la structure des frais qui peuvent rendre son utilisation nettement plus onéreuse que des outils de paiement classiques.. 

## Frais
En 2012, lors du lancement de ces cartes en Europe, la revue Capital faisait état de commissions de près de 7 % des transactions. En 2015, un comparateur de prix indiquait pour les cartes autorisant des transferts, des coûts moyens annuels compris entre 88 et 1033 euros, en fonction du profil d'utilisation.
Au Canada, où ces cartes ont fait leur apparition au milieu des années 2000, le Financial Consumer Agency of Canada prévient que si elles peuvent présenter des avantages, la structure des frais appliqués peut les rendre très coûteuses et dans certains cas « peuvent être un moyen cher de dépenser son argent ».

### Coûts d'acquisition
Une carte bancaire prépayée coûte entre 10 et 40 euros en fonction des modèles et options intégrés, notamment les options de personnalisation du nom et prénom sur la carte[réf. nécessaire].

### Coûts d'utilisation
Chaque carte propose des coûts différents et notamment sur :
- les frais de rechargement ;
- les frais sur les dépenses ;
- les frais mensuels ;
- les frais pour inactivité ;
- les frais de change ;
- le changement de code PIN ;
- les frais de transfert vers un compte de tiers.

## Risques pour l'utilisateur final
- perte ou vol non couvert par l'émetteur (aux États-Unis notamment).
- Contre-façons : cartes remplacées avant-vente par de fausses cartes, les fonds étant encaissés une fois la carte activées[9]
- date de péremption : les cartes ont une durée d'utilisation limitée : les fonds non-utilisés au-delà de cette date ne sont pas remboursés[10].

## Un outil pour le blanchiment d'argent et le financement du terrorisme
La législation sur la lutte contre le blanchiment et le financement du terrorisme limitait l'utilisation anonyme de ce type de moyen de paiement :
- 250 € lorsque la carte n'est pas rechargeable au-delà du chargement initial ;
- 2 500 € d'opérations par année civile lorsque la carte est rechargeable au-delà du chargement initial ;
- Utilisation limitée à l'acquisition de biens et de services (pas de retraits aux distributeurs de billets) ;

L'identification du porteur par l'établissement émetteur de la carte est obligatoire si l'on veut pouvoir s'affranchir de ces limites.
Avant l'entrée en vigueur de la seconde directive européenne sur la monnaie électronique, la monnaie électronique contenue dans une carte était limitée à 150 € si le porteur ne pouvait être identifié et les transactions ne devaient pas dépasser 30 €.
Lors de son introduction en France, Tracfin a alerté sur les risques que présentaient ce type de cartes en matière de blanchiment d'argent. En raison de leur anonymat, ces cartes sont aussi un moyen discret pour les terroristes d'échapper à toute surveillance financière, et le gouvernement français a annoncé en 2016 son souhait de lever l'anonymat après les attentats de Paris et l'utilisation par Salah Abdeslam de ce type de carte. Cette annonce a suscité une opposition de la part de l'Association française des établissements de paiement et de monnaie électronique. En novembre 2016, un décret limite en France la capacité globale de ces cartes à 10 000 euros, avec un plafond de dépenses mensuelles de 1 000 euros

## Un outil utilisé par les cybercriminels
La facilité d'obtention des cartes bancaires rechargeables sur internet, l'absence de critère distinctif de l'IBAN qui peut leur être associé, la méconnaissance de la procédure de recharge en font un outil largement utilisé dans le cadre d'opérations frauduleuses sur internet. 

### Fraude par le biais des coupons de recharge
Le fraudeur demande un règlement dans le cadre d'une transaction ou d'une demande d'assistance par le biais d'un ou plusieurs coupons de recharge de carte prépayée. Dans le cas d'une transaction frauduleuse la technique consiste alors à obtenir par anticipation le ou les numéros de coupons, la victime ignorant qu'ils suffisent à obtenir le paiement. 
Le fraudeur demandera à la victime, sous prétexte de vérifier l'acquisition des coupons : 
- directement le ou les numéros des coupons,
- les photos des coupons (affichant le ou les numéros de coupon),
- de vérifier la validité des coupons sur saisissant les numéros sur un site frauduleux.

D'autres modes opératoires visent les commerçants distributeurs de ces cartes. 

### Fraude par le biais de l'IBAN associé à la carte
Certaines cartes bancaires prépayées rechargeables sont dotées d'un IBAN permettant une recharge par virement. Ces cartes sont utilisées par certains cybercriminels pour obtenir un paiement dans le cadre d'une transaction frauduleuse, faisant alors croire à un virement sur un véritable compte bancaire. 
Les IBAN des cartes bancaires prépayées sont en effet similaires à ceux des comptes classiques rendant leur identification par un néophyte impossible. Certains sites destinés à la lutte contre la fraude sur internet proposent néanmoins des outils permettant de détecter les codes BIC des cartes prépayées.